# Fabian Jeker
Fabian Jeker (* 28. November 1968 in Oberdorf BL) ist ein ehemaliger Schweizer Profi-Radrennfahrer.

## Karriere
Fabian Jeker begann 1991 seine Profikarriere zusammen mit Laurent Dufaux bei Paul Köchlis legendärer Helvetia-Mannschaft. Er war ein Spezialist für kleinere Rundfahrten. So gehören zu seinen grössten Erfolgen die Valencia-Rundfahrt (2001), die Portugal-Rundfahrt (2001) und die Asturien-Rundfahrt (2003), die er jeweils einmal für sich entscheiden konnte. 2004 belegte er, nachdem er das abschliessende Einzelzeitfahren knapp verloren hatte, bei der Tour de Suisse den zweiten Platz hinter Jan Ullrich mit 1 Sekunde Rückstand. Dreimal konnte er das zweiteilige Bergrennen Escalada a Montjuïc gewinnen (1996, 1998 und 2000).
Jeker beendete seine aktive Radsportkarriere 2006.
Im Jahr 2016 wurde er Sportlicher Leiter des UCI Women’s Team Cervélo Bigla.

## Erfolge
1991
- Mendrisio Grand Prix
- Ciclo Cross in Aigle

1992
- Gesamtwertung und eine Etappe Galicien-Rundfahrt

1995
- eine Etappe Dauphiné Libéré

1996
- eine Etappe Troféu Joaquim Agostinho
- Gesamtwertung und eine Etappe Escalada a Montjuïc

1998
- Gesamtwertung und eine Etappe Escalada a Montjuïc

2000
- Gesamtwertung und eine Etappe Escalada a Montjuïc

2001
- Gesamtwertung Valencia-Rundfahrt
- Gesamtwertung und zwei Etappen Portugal-Rundfahrt
- eine Etappe Volta do Minho

2002
- eine Etappe Volta ao Alentejo
- Gesamtwertung und eine Etappe Volta do Minho

2003
- Gesamtwertung und eine Etappe Vuelta a Asturias
- Gesamtwertung und eine Etappe Troféu Joaquim Agostinho

2004
- eine Etappe Tour de Romandie

## Teams
- 1991 Helvetia-La Suisse
- 1992 Helvetia-Commodore
- 1993 Castorama
- 1994 Castorama
- 1996 Festina-Lotus
- 1997 Festina-Lotus
- 1998 Festina-Lotus
- 1999 Festina-Lotus
- 2000 Festina-Lotus
- 2002 Milaneza-MSS
- 2003 Milaneza-MSS
- 2004 Saunier Duval-Prodir
- 2005 Saunier Duval-Prodir
- 2006 Équipe Paule Ka